# Tycherus

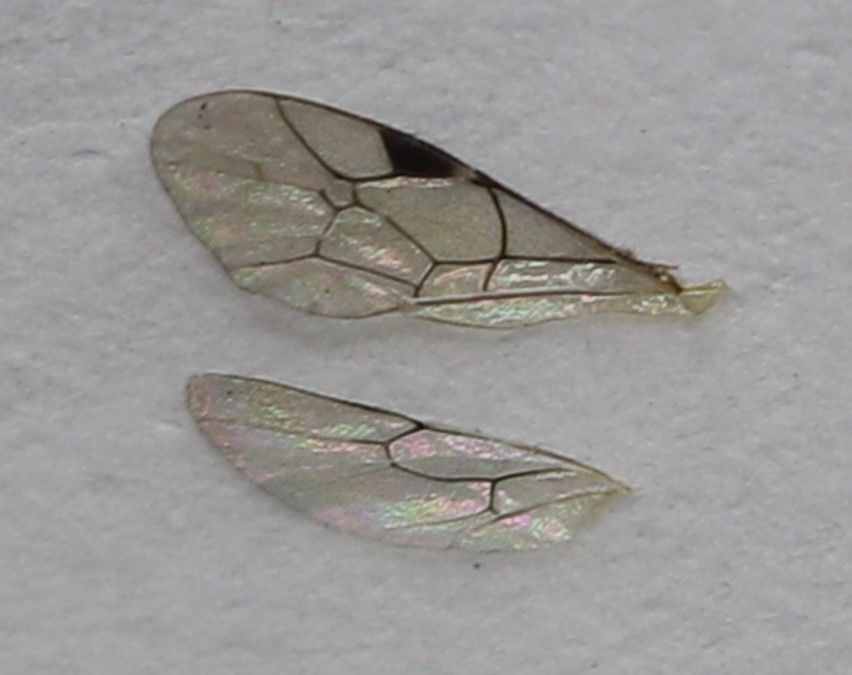
Flügel von Tycherus brunneus

Tycherus ist eine Schlupfwespen-Gattung aus der Tribus Phaeogenini innerhalb der Unterfamilie der Ichneumoninae. Die Gattung wurde von dem Entomologen Arnold Foerster im Jahr 1869 eingeführt. Typusart ist Phaeogenes elongatus Thomson, 1891. Die Gattung zählt mehr als 100 Arten.

## Merkmale
Die Vertreter der Gattung Tycherus sind kleinere Schlupfwespen mit meist schwarzer oder schwarz-roter Färbung. Als morphologische Merkmale der Gattung werden genannt: Der apikale Rand des Clypeus ist dick und glatt oder annähernd glatt, selten gepunktet, jedoch nicht grob. Bei der osculator-Gruppe ist der apikale Rand des Clypeus schwach konkav. Bei allen Tycherus-Arten sind nie alle Abdominalsegmente länger als breit.

## Verbreitung
Die Gattung Tycherus kommt in der Paläarktis, Afrotropis, Nearktis, Neotropis und Orientalis vor. In Australasien fehlt die Gattung offenbar. Tycherus ist in Europa mit mindestens 60 Arten vertreten, wovon 27 in Deutschland nachgewiesen sind. Eine erste Art der Gattung wurde in der Neotropis im Jahr 2003 beschrieben. Mittlerweile sind in der Neotropis 32 Arten bekannt. Im Jahr 2006 wurde der Fund zweier neuer Arten aus der Regenwaldregion im Norden von Borneo bekannt.

## Lebensweise
Die Schlupfwespen sind koinobionte Endoparasitoide. Es werden Kleinschmetterlinge (Microlepidoptera) parasitiert. Als Wirt von Tycherus maxi wurde Rebelia thomanni aus der Familie der Psychidae dokumentiert. Die Schlupfwespen werden vom Frühjahr bis in den Herbst beobachtet. In den Alpen findet man sie in den Waldgürteln bis in Höhen von 2000 m. Von mehreren Tycherus-Arten ist bekannt, dass deren Weibchen in hohlen Pflanzenstängeln gemeinsam mit weiteren Schlupfwespen überwintern.

## Arten
Im Folgenden eine Liste von Arten der Gattung Tycherus und deren Verbreitungsgebiet:
- Tycherus amatola – Südafrika
- Tycherus ater – Nordamerika
- Tycherus brunneus – Europa
- Tycherus cephalotes – Europa
- Tycherus nardousberg – Südafrika
- Tycherus osculator – Europa